# Свини Тод: Паклени берберин из улице Флит
Свини Тод: Паклени берберин из улице Флит (енгл. Sweeney Todd, the Demon Barber of Fleet Street) је хорор мјузикл-трилер снимљен по истоименом мјузиклу Стивена Сондхајма и Хјуа Вилера.
Главне улоге у филму тумаче Џони Деп (ово је његова шеста сарадња са режисером Тимом Бертоном), Хелена Бонам Картер (ово је њена пета сарадња са режисером Тимом Бертоном).
Премијера филма у САД била је 21. децембра 2007, а у Уједињеном Краљевству 25. јануара 2008.

## Синопсис
Деп тумачи насловну улогу човека неправедно осуђеног на затвор који се заклиње на освету, не само за ту окрутну казну, већ и због разорних последица онога што се десило његовој жени и кћери. Када се врати да поново отвори своју берберницу, Свини Тод постаје Демонски Берберин из Флит Стрита који је обријао главе господе за коју се после тога више никада није чуло. Депу се придружује Хелена Бонам Картер као госпођа Лавет, његова љубавница и саучесница, која прави ђаволске пите с месом. Глумачку екипу сачињавају и Алан Рикман као зли судија Терпин који Свинија шаље у затвор, Тимоти Спол као судијин опаки сарадник Бидл Бамфорд те Саша Барон Коен као супарник берберин, сињор Адолфо Пирели.

## Награде
Филм је добио награде: Најбољи глумац (за комедију или мјузикл), 65. Златни глобус, а био је номинован и за Оскара за најбољу мушку улогу - Џони Деп, за најбољег костимографа и добио Оскара за најбољу сценографију, на 80. додели Оскара.